# Sodpur
Sodpur är en ort i Indien.   Den ligger i distriktet North 24 Parganas och delstaten Västbengalen, i den östra delen av landet, 1 300 km sydost om huvudstaden New Delhi. Sodpur ligger 8 meter över havet och antalet invånare är 7 037.
Terrängen runt Sodpur är mycket platt. Runt Sodpur är det mycket tätbefolkat, med 10 000 invånare per kvadratkilometer. Närmaste större samhälle är Calcutta, 16,0 km söder om Sodpur. Runt Sodpur är det i huvudsak tätbebyggt.